# 義大利綿羊乾酪
意大利绵羊乾酪(意/英：Pecorino)是意大利产奶酪的一个种类，用绵羊的乳汁发酵制成。

## 名称
- 来自于意大利文pecora，指绵羊（区别于山羊）。
- 中文名称包括“意式羊奶酪”、“皮克利诺奶酪”等。

## 种类
- 罗马绵羊奶酪(Pecorino Romano)在意大利之外最为著名。从19世纪开始，美国就大量从意大利进口罗马绵羊奶酪，用作意大利面的辅料。
- 撒丁岛绵羊奶酪(Pecorino Sardo)
- 西西里绵羊奶酪(Pecorino Siciliano)
- 菲利亚诺绵羊奶酪(Pecorino di Filiano)